# Casa museo Vincenzo Monti
La Casa Museo Vincenzo Monti, spesso abbreviata in Casa Monti, è la casa natale del poeta Vincenzo Monti, oggi adibita a museo. Si trova all'estrema periferia di Alfonsine, in località Passetto.

## Descrizione
La grande casa rurale fu costruita nel XVIII secolo e il poeta vi nacque nel 1754. La casa conobbe un primo momento di splendore nel 1928, in occasione del primo centenario della morte del Monti; superò quasi indenne i disastri provocati dalla seconda guerra mondiale, durante la quale gran parte del paese di Alfonsine venne rasa al suolo.
Nel 1978, 150° della morte del Monti, la casa fu rimessa in sesto dall'industriale Marino Marini e nel 1998 furono ultimati i lavori di allestimento del museo montiano che venne inaugurato il 23 maggio di quell'anno con un'esposizione speciale di quasi tutte le opere autografe del Monti. Sono tuttora esposte qui alcune editio princeps, fra le quali quella dell'Aristodemo.
L'edificio è inoltre sede di un Centro di Educazione Ambientale dedicato alla conoscenza della pianura ravennate e specificatamente della Riserva naturale speciale di Alfonsine.